# Wioska (Prawdowo)
Wioska – część wsi Prawdowo, w Polsce, w województwie warmińsko-mazurskim, w powiecie mrągowskim, w gminie Mikołajki.
W latach 1975–1998 miejscowość administracyjnie należała do województwa suwalskiego.